# 제2차 대프랑스 동맹
제2차 대프랑스 동맹(Second Coalition, 1798년 12월 24일 - 1801년)는 프랑스의 세력 확장에 위협을 느낀 유럽 각국이 프랑스에 대항하기 위해 결성한 동맹이다.

## 동맹
1798년 이탈리아 원정을 마친 나폴레옹은 영국과 인도의 연락을 끊기 위해 이집트 원정에 나섰다. 오스만 제국을 상대하여 육전에서는 승리를 거듭했지만, 나일 해전에서 프랑스 함대는 허레이쇼 넬슨이 이끄는 영국 함대에 패배하여, 나폴레옹은 이집트에서 발이 묶이게 되었다. 나폴레옹의 부재를 좋은 기회로 여긴 여러 나라들은 같은 해 12월 24일, 제2차 대프랑스 동맹을 결성하여 프랑스에 대한 공격을 시작했다. 제2차 대프랑스 동맹에 참가하는 국가는 다음과 같다.
- 오스트리아
- 그레이트브리튼 아일랜드 연합왕국(영국)
- 러시아 제국
- 오스만 제국

## 이탈리아 전쟁(1799-1800년)

### 1799년
1799년 북부 이탈리아에서 오스트리아군의 공세로 프랑스군은 궁지에 몰려 있었다. 러시아의 원수 수보로프의 합세로 인해 프랑스군은 더욱 열세에 처하자, 이탈리아 원정군 사령관 모로는 8월 제노바까지 후퇴했다.
라인강 방면에서 카를 대공이 이끄는 오스트리아군과 라인 방면 군사령관 주르당이 이끄는 프랑스군이 충돌했다. 3월 25일, 스토케쉬 전투에서 오스트리아군이 승리했다. 주르당은 해임되고, 마세나가 새로운 사령관이 되었다. 이후, 라인 강 대치가 계속되었다. 9월 25일, 마세나는 제2차 취리히 전투에서 동맹군을 격파하고 러시아군을 스위스에서 몰아냈다. 러시아는 이듬해에는 프랑스와 화평을 맺고, 동맹에서 탈락했다.
그 해 말 나폴레옹은 이집트에서 프랑스로 귀환하여 18일의 쿠데타로 집권하여 정권을 잡았다. 나폴레옹은 프랑스 군대를 재편하여 다음 해의 공세에 대비했다.

### 1800년

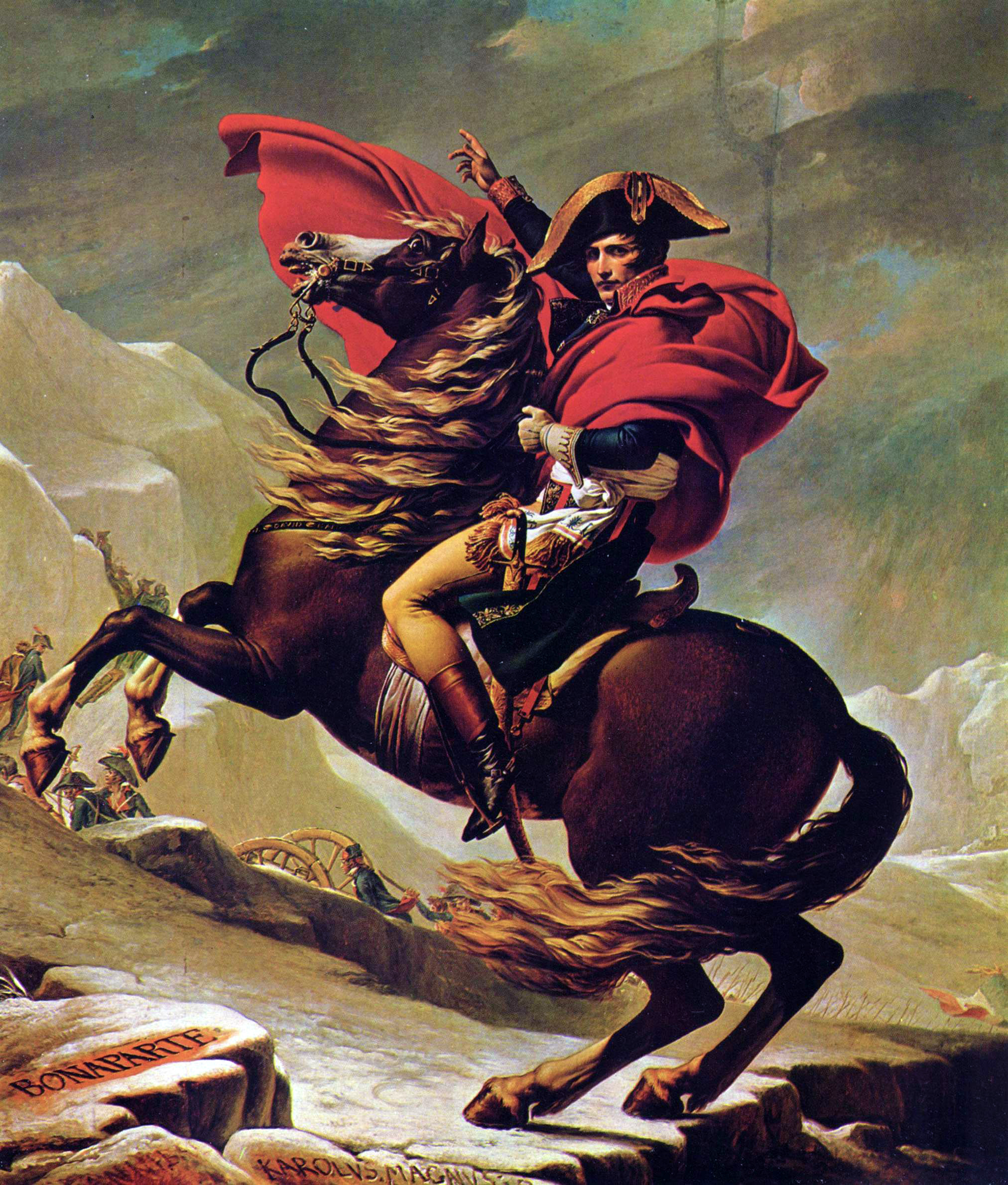
자크루이 다비드: 그랑 산 베르나르 고개를 넘는 나폴레옹, 실제는 노새의 등을 타고 나폴레옹이 알프스를 넘었다.

나폴레옹은 제네바에 군대를 집결시켰다. 1800년 5월 37,000명을 이끌고 그랑 산 베르나르 고개를 넘어 북부에 진출했다. (다비드 작 '산 베르나르 고개를 넘는 나폴레옹'은 이때의 정경을 그린 것이다). 그 무렵, 오스트리아군은 제노바에서 농성하는 마세나 휘하의 프랑스군 부대를 포위하고 있었다. 나폴레옹은 오스트리아군의 배후에 나와 밀라노, 파비아를 점령했지만, 제노바의 프랑스군 부대는 한계에 도달하여 6월 4일 성문을 열었다. 오스트리아군 주력은 토리노에 집결했다.
프랑스군에 의해 퇴로가 차단된 형태가 된 오스트리아군 사령관 메라스는 동진을 결의한다. 6월 14일 양군은 알렉산드리아 근교의 마렝고에서 만나게 된다. 이 마렝고 전투에서 프랑스군은 궁지에 몰렸지만, 드제의 별동대가 증원을 하여 역습에 성공한다. 그러나 승리에 대한 대가로 드제는 목숨을 잃었다.
라인 강 방면에도 이탈리아 원정군 사령관으로부터, 라인 강 방면 군사령관이 되었던 모로가 6월 19일 홋호슈탓토 전투에서 오스트리아군에게 승리하고 7월에는 뮌헨까지 육박했다. 프랑스와 오스트리아는 7월 15일 휴전에 들어갔다. 그 전에 강화 논의를 했지만, 교섭은 불성립으로 끝났다. 11월 13일 휴전 만료와 함께 다시 양군은 전투를 시작했다. 모로는 공격을 재개하여, 12월 3일, 호엔린덴 전투에서 오스트리아군에게 결정적인 타격을 주었다. 여기에 이르러 오스트리아는 전의를 상실하고, 강화를 위해 대화를 시작하였다.

## 전후
1801년 2월 9일, 뤼네빌 조약이 체결되었다. 오스트리아, 이탈리아와 네덜란드에 건국된 프랑스의 위성국을 승인, 프랑스 라인란트 영유권도 인정했다. 이 시점에서 제 2차 대프랑스 동맹은 붕괴되었고, 다시 영국만이 전쟁을 계속하게 되었다. 그 영국도, 1802년 3월 27일 프랑스와 아미앵 조약을 체결하고 강화했다.

## 같이 보기
- 제1차 대프랑스 동맹
- 프랑스 혁명 전쟁